# Palača Grisogono
Palača Grisogono je palača u Hrvatskoj, u Splitu. Nalazi se u Krešimirovoj ulici 8.

## Opis
Pripada splitskoj plemićkoj obitelji Grisogonima. Sagrađena je na uglu, na križanju decumanusa i Peristila Dioklecijanove palače. Dio je veće romaničke obiteljske palače iz 13. stoljeća. Preinačena je u gotičkom slogu u drugoj polovici 15. stoljeća. Gradili su ju Juraj Dalmatinac i Nikola Firentinac. Obnovljena je početkom 21. stoljeća, zajedno s oslikvanim gotičkim stropovima na prvom i drugom katu palače.

## Zaštita
Pod oznakom Z-5205 zavedena je kao nepokretno kulturno dobro – pojedinačno, pravna statusa zaštićena kulturnog dobra, klasificirano kao profana graditeljska baština.

## Galerija slika
- Bifora na istočnom zidu
- Prozori sa sjeverne strane (Krešimirova ulica)